# Москалець Тетяна Захарівна
Тетяна Захарівна Москалець (нар. 11 листопада 1980, м. Острог Рівненської області) — українська науковиця в галузі агрономії, екології, біології, доктор біологічних наук (з 2017), професор (з 2020).

## Життєпис
У 2003 році закінчила Львівський аграрний університет. Професійну діяльність розпочала в Інституті агроекології УААН у Києві. З 2008 року працювала у Білоцерківському національному аграрному університеті (Київська область), де у 2015–2017 роках обіймала посаду доцента кафедри генетики, селекції та насінництва сільськогосподарських культур.
З 2017 року працює в Інституті садівництва НААН України (Київ), а з 2018 року очолює лабораторію селекції та технології вирощування ягідних культур.
Основні напрями наукової діяльності: еколого-адаптивна генетика, селекція та біотехнологія рослин. 
Науково-дослідна робота передбачала тісну співпрацю з Носівською селекційно-дослідною станцією, в результаті чого Москалець Т.З. є співавторкою багатьох сортів пшениці м'якої озимої: Ювівата 60, Аріївка, Носівочка, Володарка Носівщини та ін., ліній пшениці м'якої озимої: Л 59-95, Л 41-95, Л 3-85, КС 14-05, Донзорна 1005, Святдонівка 1007/05, Києвополка 1016, Полезоряна 1021, Флонормира 1017/05, Зороаріївка 1024/05 та ін., тритикале Мироносець, Чаян та ін.
За час роботи в Інституті садівництва НААН України брала безпосередню участь у створенні  таких сортів обліпихи крушиноподібної: Особлива, Морквяна, Адаптивна, Надійна, Соборна, Абориген, Обрій та ін., калини звичайної Уляна, Аня, Гармонія, Ярослава; нових форм обліпихи крушиноподібної: Адаптивна, Адаптивна поліпшена, Носівчанка, Особлива, Рапсодія та ін., калини звичайної Горіхова (UN9400046), Осіння (UN9400054), Сонетта (UN9400050), Плододекорна (UN9400051), Омріяна (UN9400048), Кралечка (UN9400047), Еліна, Коралова подільська, Цукрова та ін.
Є співавторкою унікальної колекції генетичних ресурсів обліпихи крушиноподібної і калини звичайної, зареєстрованої Національним центром генетичних ресурсів рослин України (місце її розміщення Інститут садівництва НААН України).
Авторка понад 300 наукових праць, серед яких статті, монографії та методичні вказівки, науково-практичні рекомендації.

## Родина
Чоловік: Москалець Валентин Віталійович, український науковець агроном-селекціонер. 

## Основні праці
1. Москалець Т. З. Сорт пшениці м’якої озимої Ювівата 60 – перспектива для зернового виробництва та селекції на адаптивність та чутливість до фотоперіоду [Електронний ресурс] / Т. З. Москалець, В. В. Москалець, В. І. Москалець, Н. М. Буняк, Ю. М. Барат, О. В. Князюк // Проблеми агропромислового комплексу Карпат. - 2021. - Вип. 29-30. - С. 51-76 . - Режим доступу: http://nbuv.gov.ua/UJRN/pakk_2021_29-30_10
2. Москалець Т. З. Результати оцінювання нових генотипів калини звичайної (Viburnum opulus L.) за морфологічними ознаками та біохімічними показниками плодів у селекції на продуктивність і якість [Електронний ресурс] / Т. З. Москалець, В. В. Москалець, І. В. Гриник, Л. М. Шевчук, Ю. М. Барат, Т. І. Тихий, В. С. Францішко // Садівництво. - 2022. - Вип. 77. - С. 5-21. - Режим доступу: http://nbuv.gov.ua/UJRN/sadiv_2022_77_3
3. Москалець Т. З. Результати селекційного вивчення калини звичайної (Viburnum opulus L.) в Інституті садівництва НААН України [Електронний ресурс] / Т. З. Москалець, І. В. Гриник, В. В. Москалець, В. С. Францішко, В. В. Францішко, І. Й. Матлай // Садівництво. - 2021. - Вип. 76. - С. 150-166. - Режим доступу: http://nbuv.gov.ua/UJRN/sadiv_2021_76_20
4. Moskalets, T.Z., Vovkohon, A.H., Ovezmyradova, O.B., Merzlova, H.V., Nevmerzhitska, O.M., Plotnytska, N.M., Gurmanchuk, O.V., Nasikovskyi, V.A., Kravets O.O., Moskalets, V.V. 2019. Parameters of adaptability, biological and economical valuable traits of soft wheat promising lines. Ukrainian journal of Ecology, Vol.10, Iss. 5. P.197-205. DOI 10.15421/2020_230 (Web of Science)
5. Moskalets, T. Z., Moskalets, V. V., Vovkohon, A. H., Knyazyuk, O.V. 2019. Fruits of new selection forms and varieties of snowball tree for manufacture of products of therapeutic and prophylactic purpose. Ukrainian journal of Ecology, Vol.10, Iss. 4. P. 432-437. DOI10.15421/021964(Web of Science)
6. Moskalets, T. Z., Frantsishko, V.S., Knyazyuk, О.V., Pelekhatyi, V.M., Pelekhata, N.P., Moskalets, V. V., Vovkohon, A. H., Sliusarenko, S.V., Morgun, B.V., Gunko, S.M. 2019. Morphological variability, biochemical parameters of Hippophae rhamnoides L. berries and implications for their targeted use in the food-processing industry. Ukrainian journal of Ecology. Vol.9, Iss. 4. P.749-764. DOI 10.15421/2019_822 (Web of Science)
7. Moskalets, T., Moskalets, V., Barat, Yu., Podopriatov, H., & Pelekhatyi, V. (2022). Bioecological features, biochemical and physicochemical parameters of grain of new genotypes. Scientific Horizons, 25(9), 41-52. https://doi.org/10.48077/scihor.25(9).2022.41-52 (Scopus)
8. Moskalets, T., Moskalets, V., Kratiuk, O., Vlasiuk, V., Klymchuk, O. 2024. Ecological and biological features of the selected forms of checker tree for successful targeted introduction and reintroduction into the ecological network of Ukraine. Ukrainian Journal of Forest and Wood Science, Vol. 15, No. 1. Р. 89–108. https://doi.org/10.31548/forest/1.2024.89 (Scopus)
9. Методологічні аспекти оцінювання генотипів обліпихи крушиноподібної за еколого-адаптивними показниками для пріоритетних напрямів селекції [Текст] : монографія / І. В. Гриник, В. В. Москалець, Т. З. Москалець ; Нац. акад. аграр. наук України, Ін-т садівництва. - Київ : Аграрна наука, 2020. - 175 с. - Бібліогр.: с. 160-165. ISBN 978-966-540-493-4
10. Селекційно-технологічні аспекти науково-обгрунтованого підбору окремих видів і сортів малопоширених плодових і ягідних культур для перспективних напрямів плодівництва та цільове використання їх плодів у контексті здорового харчування / В. В. Москалець, І. В. Гриник, Т. 3. Москалець, О. М Литовченко, Л. М. Шевчук, В. С. Францішко, В. В. Любич, А. Г. Вовкогон, О. Б. Лісовий, І.Й. Матлай, Я. Ю. Терещенко, А. В. Кузнецов; За загальною редакцією В. В. Москальця. Київ: ТОВ «Центр учбової літератури», 2022. 300 с. ISBN 978-611-01-2409
11. Екологічні аспекти прояву, біологічні ознаки та властивості автохтонних і адвентивних патокомплексів й шкідників представників роду Viburnum L. [Текст] : монографія / В. В. Москалець [та ін.] ; Нац. акад. аграр. наук України, Ін-т садівництва, Лаб. селекції та технології вирощування ягід. культур. - Київ : Центр учбової літератури, 2023. - 203 с. : рис. - Бібліогр.: с. 161-185. ISBN 978-611-01-2818
12. Селекція пшениці м'якої і тритикале озимих на Носівській селекційно-дослідній станції: методичні аспекти наукової роботи та вагомі здобутки [Текст] : монографія / [В. І. Москалець, Т.З. Москалець, О.І. Буняк; ред.: В. В. Москалець] ; [Миронів. ін-т пшениці ім. В. М. Ремесла НААН України]. - Ніжин : Лисенко М. М. [вид.], 2023. - 431 с. : іл., рис., табл. - Бібліогр.: с. 380-396. ISBN 978-617-640-595-5
13. Методологічні аспекти формування і ведення колекції генетичних ресурсів калини в умовах ex situ для подальшої селекції [Текст] : монографія / Т. З. Москалець [та ін.] ; [за ред. Т. З. Москалець] ; Нац. акад. аграр. наук України, Ін-т садівництва, Селекц.-технол. від., Лаб. селекції та технології вирощування ягід. культур. - Київ : Центр учбової літератури, 2024. - 335 с. : кольор. іл., табл. - Бібліогр.: с. 270-279. ISBN 978-611-01-3005
14. Обліпиха крушиноподібна: селекційно-технологічний та споживчий pecypc у сучасному плодівництві України: моногр. / В.В. Москалець, Т.3. Москалець, І.В. Гриник, О.М. Литовченко, А.Г. Вовкогон; за заг. ред. В.В. Москальця. Київ: Центр учбової літератури, 2020. 304 с.
15. Селекційно-технологічні основи вирощування обліпихи крушиноподібної в умовах Лісостепу й Полісся: моногр./І.В. Гриник, В.В. Москалець, Т. З. Москалець, Ю. М. Барат, В. М. Пелехатий, Н. П. Пелехата, О. Б. Овезмирадова, В.В. Любич. Київ: Центр учбової літератури, 2019. 192 с.
16. Синекологічні аспекти формування високопродуктивних фітоценозів зернових і зернобобових культур [Текст] : (монографія) / Москалець Т. З. [та ін.] ; Білоцерк. нац. аграр. ун-т, Полтав. держ. аграр. акад. - Херсон : Грінь Д. С. [вид.], 2014. - 512 с. : рис., табл. - Бібліогр. в кінці розд. - 300 прим. - ISBN 978-617-7123-67-4
17. Common wheat: ecological plasticity by biological and technological markers // Biological Bulletin of Bogdan Chmelnitskiy Melitopol State Pedagogical University. 2016. Vol. 6